# Манифесто
Манифесто је амерички филм из 1988. године. Режирао га је Душан Макавејев који је написао и сценарио.

## Улоге
| Глумац             | Улога          |
| ------------------ | -------------- |
| Алфред Молина      | Аванти         |
| Раде Шербеџија     | Емиле          |
| Светозар Цветковић | Руди Кугелхопф |
| Тања Бошковић      | Олимпија       |
| Енвер Петровци     | Краљ           |
| Жељко Дувњак       | Мартин         |
| Данко Љуштина      | Бејкер         |
| Рахела Ферари      | Бака           |
| Томислав Готовац   | Агент #1       |
| Мирко Боман        | Агент #2       |
| Матко Рагуз        | Инжењер        |
| Бранко Блаце       | Стокер         |
| Иво Криштоф        | дежурни 1      |
| Маријан Хабазин    | дежурни 2      |
| Алан Античевић     | Дечак          |
| Свјетлана Грзеља   | Девојчица      |